# Валентино Делл Антонио
Валентино Делл Антонио е италиански архитект, работил в България.
Проектирал е католическата катедрала „Свети Павел от Кръста“ в Русе и църквата „Непорочно Зачатие на Дева Мария“ във Варна.

## Биография
Валентино Делл’ Антонио-Боркан е роден през 1850 г. в град Моена, провинция Тренто на област (регион) Трентино-Алто Адидже, Северна Италия. Първоначално работи като зидар и по-късно учи за строителен експерт (което се доближава до строителен архитект). През 1880-те години пристига в България. Първоначално във Варна, а през 1890 г. се установява в Русе с брат си. Там отговаря за стоежа на новата катедрала.
В България се запознава и се жени за чехкинята Мария Плеха, от която е има 5 деца (2 от тях са родени в Русе). През 1895 г. семейството му се връща в Италия. Архитект Валентино Делл’Антонио умира през 1920 г.

## Творчество
Следи от неговото творчество има на 2 места в България.
Варна
- Католическа църква „Непорочно Зачатие на Дева Мария“ (1883 – 1885 г.)[1]

Църквата е еднокорабна, с притвор, апсида и кула с метален кръст. В стилово отношение сградата е представителна за неоготиката с типичните за това изкуство островърхи арки на прозорците и централния вход.
Русе
- Католическа катедрала „Свети Павел от Кръста“ (1890 – 1892 г.)[1]

Храмът е трикорабен, построен в неоготически стил с колоритно разнообразено фасадно оформление от съчетанието на видима тухла с прецизно детайлирани пиластри и рамки на отворите от бял камък.
- Катедрала „Свети Павел от Кръста“ в Русе
- Църква „Непорочно Зачатие на Дева Мария“ във Варна